# 2019年福井県議会議員選挙
2019年福井県議会議員選挙（2019ねんふくいけんぎかいぎいんせんきょ）は、2019年（平成31年）4月7日に投票が行われた福井県議会の議員を改選するための一般選挙である。

## 概要
県議会議員の4年の任期満了に伴い、第19回統一地方選挙の一環で行われる選挙である。なお、福井県議会議員選挙は1947年（昭和22年）4月に実施された第1回の選挙からいずれも統一地方選挙の日程で実施されている。
定数37に対し47名が立候補。4つの選挙区で10名の無投票当選が決まった。

## 基礎データ
- 選挙事由：任期満了
- 告示日：2019年3月29日
- 投票日：2019年4月7日
- 同日選挙：2019年福井県知事選挙
- 議員定数：37名
- 選挙区：12選挙区（うち4選挙区で無投票）
- 候補者数：47名（うち10人が無投票当選）
  - 各党候補者数：自由民主党27名、公明党1名、立憲民主党1名、日本共産党1名、無所属17名

## 選挙結果
自民党 
 公明党 
 立憲民主党 
 共産党 
 無所属 
| 福井市                     | 鈴木宏治   | 清水智信   | 野田哲生   |
| 福井市                     | 西本恵一   | 松田泰典   | 渡辺大輔   |
| 福井市                     | 長田光広   | 山浦光一郎 | 畑孝幸     |
| 福井市                     | 大森哲男   | 山本芳男   | 佐藤正雄   |
| 敦賀市                     | 力野豊     | 北川博規   | 石川与三吉 |
| 小浜市・三方郡・三方上中郡 | 小堀友廣   | 松崎雄城   | 西本正俊   |
| 大野市                     | 山岸猛夫   | 兼井大     |            |
| 勝山市                     | 田中三津彦 |            |            |
| 鯖江市                     | 山本建     | 田中敏幸   | 田村康夫   |
| あわら市                   | 笹岡一彦   |            |            |
| 越前市・今立郡・南条郡     | 関孝治     | 宮本俊     | 辻一憲     |
| 越前市・今立郡・南条郡     | 細川かをり | 仲倉典克   |            |
| 坂井市                     | 斉藤新緑   | 小寺惣吉   | 山本文雄   |
| 坂井市                     | 西畑知佐代 |            |            |
| 吉田郡                     | 鈴木宏紀   |            |            |
| 丹生郡                     | 島田欽一   |            |            |
| 大飯郡                     | 田中宏典   |            |            |

### 補欠選挙
| 年     | 月  | 選挙区         | 当選者   | 当選政党 | 欠員     | 欠員政党 | 欠員事由   |
| ------ | --- | -------------- | -------- | -------- | -------- | -------- | ---------- |
| 2022年 | 7月 | あわら市選挙区 | 笹原修之 | 無所属   | 笹岡一彦 | 自民党   | 参院選出馬 |